# Yvetot
Yvetot település Franciaországban, Seine-Maritime megyében. Lakosainak száma 11 548 fő (2022. január 1.). Yvetot Auzebosc, Baons-le-Comte, Écalles-Alix, Saint-Clair-sur-les-Monts, Sainte-Marie-des-Champs, Touffreville-la-Corbeline és Valliquerville községekkel határos.

## Népesség
A település népessége az elmúlt években az alábbi módon változott:
| Lakosok száma | 11 849 | 12 072 | 12 401 | 11 859 | 11 627 | 11 448 | 11 280 | 11 385 | 11 548 |
|               | 2013   | 2015   | 2016   | 2017   | 2018   | 2019   | 2020   | 2021   | 2022   |